# Medalha Priestley
A Medalha Priestley (em inglês:  Priestley Medal) é a mais significativa condecoração conferida pela American Chemical Society (ACS). Estabelecida em 1922, a condecoração homenageia Joseph Priestley, o descobridor do oxigênio.
A medalha foi inicialmente concedida a cada três anos, e a partir de 1944 anualmente.